# Heinrichswalde
Heinrichswalde település Németországban, Mecklenburg-Elő-Pomeránia tartományban. Lakosainak száma 376 fő (2023. december 31.).

## Népesség
A település népességének változása:
| Lakosok száma | 408  | 417  | 399  | 385  | 376  |
|               | 2017 | 2019 | 2021 | 2022 | 2023 |